# Golden Globe Award/Bester Dokumentarfilm
Der Golden Globe Award: Bester Dokumentarfilm wurde nur zwischen 1973 und 1977 verliehen. 1954 verlieh die Hollywood Foreign Press Association den Award für Bester Dokumentarfilm mit Historischem Interesse an den Film Eine Königin wird gekrönt (A Queen Is Crowned), jedoch wurde dieser nicht wieder vergeben.
1973
Elvis on Tour – Regie: Robert Abel, Pierre Adidge

Walls of Fire – Regie: Herbert Kline, Edmund Penney
- Marjoe – Regie: Howard Smith, Sarah Kernochan
- Russia – Regie: Theodore Holcomb, Kira Muratowa
- Sapporo Orinpikku – Regie: Masahiro Shinoda

1974
München 1972 – 8 berühmte Regisseure sehen die Spiele der XX. Olympiade (Visions of Eight)
- Love
- The Movies That Made Us
- The Second Gun
- Wattstax

1975
Die lustige Welt der Tiere (Animals Are Beautiful People)
- Die Paarungen der Tiere (Birds Do It, Bees Do It)
- Hearts and Minds
- I Am a Dancer
- Janis

1976
Youthquake!
- Brother, Can You Spare a Dime?
- The Gentleman Tramp
- Mustang: The House That Joe Built
- The Other Half of the Sky: A China Memoir
- UFOs: Past, Present, and Future

1977
Altars of the World
- The Memory of Justice
- People of the Wind
- That’s Entertainment, Part II
- Wings of an Eagle